# 585
سنة 585 م (بالأرقام الرومانية: DLXXXV) كانت سنة بسيطة تبدأ يوم الإثنين (الرابط يظهر نموذج الجدول الزمني الكامل للسنة) من التقويم اليولياني. بدأت تسمية السنة ب585 منذ العصور الوسطى المبكرة، عندما أصبح تقويم أنو دوميني هو الأسلوب السائد في أوروبا لتسمية السنوات.

## مواليد
- صعصعة بن ناجية الدارمي

## وفيات
- الغيداق بن عبد المطلب أحد أعمام النبي محمد ﷺ
- الإمبراطور بيداتسو
- خويلد بن أسد